# Xã Coldwell, Quận White, Arkansas
Xã Coldwell (tiếng Anh: Coldwell Township) là một xã thuộc quận White, tiểu bang Arkansas, Hoa Kỳ. Năm 2010, dân số của xã này là 584 người.